# Die Prinzen
Die Prinzen är ett tyskt popband som hade stor framgång under 1990-talet. Främst med hits som "Millionär", "Bombe", "Alles nur geklaut", "Küssen verboten", "Olli Kahn", "Mein Hund ist schwul" och "Deutschland". 
De har fått viss uppmärksamhet i Sverige tack vare att flera av deras låttexter finns med som läromedel i tyska på högstadiet och gymnasiet.

## Historia
Medlemmarna utbildade sig på Thomanerchoren Leipzig och Dresden Kreuzchor. 1987 började de sin musikkarriär som Herzbuben. På grund av en missförstånd med Wildeckeren Herzbuben bytte de från Herzbuben till die Prinzenden 1991. 
Omgående därefter fick de sitt genombrott med sin första hit "Gabi och Klaus". Samma år kom deras första album Das Leben ist grausam ut. 
1992 publicerades singeln, och albumet Küssen verboten som de 1993 spelade på turnén, dessutom kom detta år singeln och album Alles nur geklaut på marknaden. 1994 följde en turné. 1996 kom den nästa singeln och det nästa album Alles mit'm Mund,  1997 följde turnén. Dessutom släpptes ett best of-album. Efter dessa många årliga album tog die Prinzen en paus, och 1999 släppte de albumet So viel Spaß für wenig Geld, samma år följde julalbumet Festplatte.

## Medlemmar
Nuvarande medlemmar
- Sebastian Krumbiegel (född 5 juni 1966 i Leipzig) – sång (tenor) (1987–)
- Wolfgang Lenk (född 4 september 1966 i Leipzig) – sång (tenor) (1987–)
- Jens Sembdner (född 20 januari 1967 i Wermsdorf) – sång (bas) (1987–1988, 1990–)
- Henri Schmidt (född 17 augusti 1967 i Leipzig) – sång (baryton) (1989–)
- Tobias Künzel (född 26 maj 1964 i Leipzig) – sång (baryton), keyboard (1991–)
- Alexander "Ali" Zieme (född 23 mars 1971 i Döbeln) – trummor (1991–)
- Matthias Dietrich (född 24 november 1964 i Schönebeck) – basgitarr (1994–)

Tidigare medlemmar
- Dirk Schrot – sång (1987–1989)
- Kai Oliver – sång (1988–1989)

## Diskografi
Studioalbum
- 1991 – Das Leben ist grausam
- 1992 – Küssen verboten
- 1993 – Alles nur geklaut
- 1995 – Schweine
- 1996 – Alles mit’m Mund
- 1999 – So viel Spaß für wenig Geld
- 2001 – D
- 2003 – Monarchie in Germany
- 2004 – HardChor
- 2008 – Die neuen Männer
- 2015 – Familienalbum